# Соколов, Данил Петрович
Дани́л Петро́вич Соколо́в (5 сентября 1908, Салтак-Корем, Царевококшайский уезд, Казанская губерния, Российская империя ― 13 мая 2000, Салтак-Корем, Медведевский район, Марий Эл, Россия) ― марийский советский спортсмен и педагог. Первый мастер спорта СССР по лыжным гонкам из Марий Эл.  Преподаватель Марийского педагогического института имени Н. К. Крупской (1939―1968). Заслуженный работник культуры Марийской АССР (1967). Участник Великой Отечественной войны.

## Биография
Родился 5 сентября 1908 года в деревне Салтак Корем ныне Медведевского района Марий Эл в крестьянской семье.
В 1930―1932 годах служил в РККА.
В 1939 году окончил Высшую школу тренеров при Московском институте физической культуры.
С 1939 года ― преподаватель Марийского педагогического института имени Н. К. Крупской. В 1940 году стал мастером спорта СССР по лыжным гонкам. Один из символов марийского спорта, ярко выраженный лидер лыжников 1930―1940-х годов. Как педагог-тренер подготовил и консультировал десятки спортсменов по циклическим видам спорта, в том числе В. Виноградова, Г. Ибраева, Н. Игнатьева, В. Смирнова, А. Осипову.
В 1941 году вновь призван в Красную армию. Участник Великой Отечественной войны: служил в 5-м артиллерийском полку, затем в 17-м учебном стрелковом полку 22-й учебной стрелковой дивизии, лейтенант. В ноябре 1945 года завершил военную службу.
Выйдя на пенсию, в 1968―1978 годах ― учитель физкультуры Арбанской 8-летней школы Медведевского района Марийской АССР.
За вклад в развитие физической культуры и спорта в 1967 году ему присвоено почётное звание «Заслуженный работник культуры Марийской АССР». Награждён медалями, в том числе медалью «За трудовую доблесть», а также 6 почётными грамотами Президиума Верховного Совета Марийской АССР.
Скончался 13 мая 2000 года в деревне Салтак Корем Медведевского района Марий Эл, похоронен там же.

## Звания и награды

### Трудовые
- Заслуженный работник культуры Марийской АССР (1967)[4]
- Мастер спорта СССР (1940)[1]
- Медаль «За трудовую доблесть» (1946)[1]
- Медаль «За доблестный труд. В ознаменование 100-летия со дня рождения Владимира Ильича Ленина» (1970)[1]
- Почётная грамота Президиума Верховного Совета Марийской АССР (1946, 1948, 1956, 1965, 1978, 1988)[1]

## Боевые
- Медаль «За победу над Германией в Великой Отечественной войне 1941—1945 гг.» (09.05.1945)